# Hòa Xuân Stadium
Das Hòa Xuân Stadium (vietnamesisch Sân Vận Động Hòa Xuân) ist ein in der vietnamesischen Stadt Đà Nẵng befindliches Fußballstadion. Es wird als Heimspielstätte des Erstligisten SHB Đà Nẵng genutzt. Das Stadion hat ein Fassungsvermögen von 20.000 Personen. Bei dem 2016 eröffneten Stadion handelt es sich um ein reines Fußballstadion.